# 啓蒙思想
啓蒙思想（けいもうしそう、英: Enlightenment、仏: Lumières、独: Aufklärung）とは、理性による思考の普遍性と不変性を主張する思想。その主義性を強調して啓蒙主義（けいもうしゅぎ）ともいう。ヨーロッパ各国語の「啓蒙」にあたる単語を見て分かるように、原義は「光」あるいは「光で照らすこと」である。自然の光（ラテン語: lumen naturale）としての理性を自ら用いて超自然的な偏見を取り払い、人間本来の理性の自立を促すという意味である。
時代的に先行するルネサンスを引き継ぐ側面もあり、科学革命や近世哲学の勃興とも連動し、一部重複もするが、一般的には専ら（経験論的）認識論、政治思想・社会思想や倫理学、文芸活動などを指すことが多い。17世紀後半にグレートブリテン王国で興り、18世紀のヨーロッパにおいて主流となった。フランス王国で最も大きな政治的影響力を持ち、フランス革命に影響を与えたとされる。ヨーロッパで啓蒙思想が主流となっていた17世紀後半から18世紀にかけての時代のことを啓蒙時代という。

## 定義と特徴

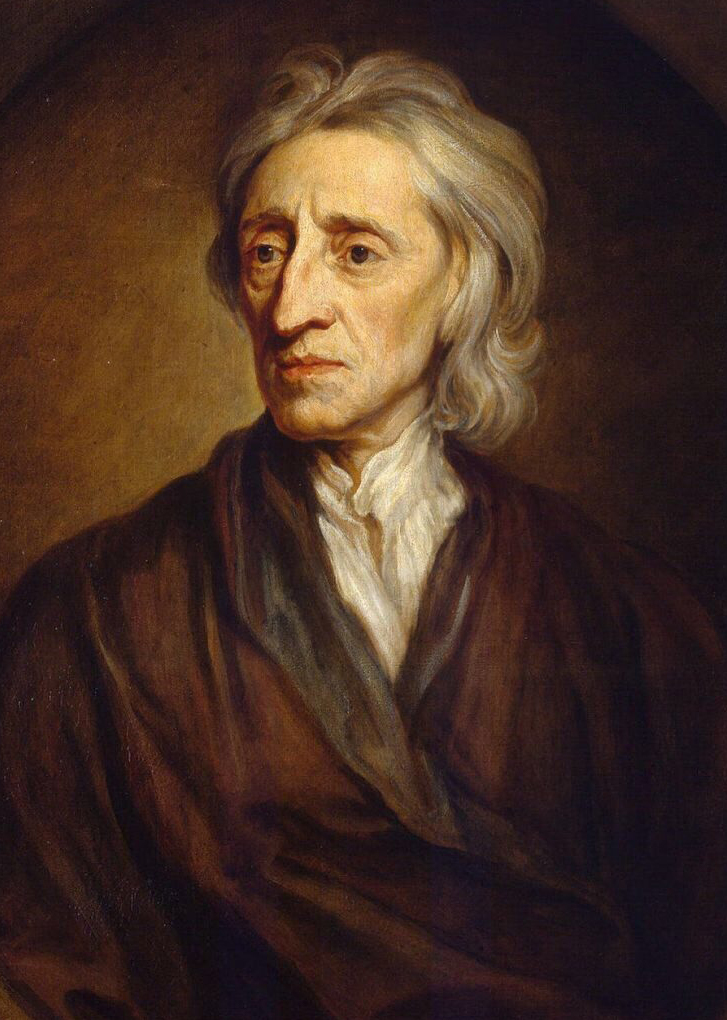
イギリス経験論を体系化したロック

代表的なサロンを主催したポンパドゥール夫人
彼女のサロンには著名な啓蒙思想家が出入りしていた。

啓蒙思想はあらゆる人間が共通の理性をもっていると措定し、世界に何らかの根本法則があり、それは理性によって認知可能であるとする考え方である。方法論としては17世紀以来の自然科学的方法を重視した。理性による認識がそのまま科学的研究と結びつくと考えられ、宗教と科学の分離を促した一方、啓蒙主義に基づく自然科学や社会科学の研究は認識論に著しく接近している。これらの研究を支える理論哲学としてはイギリス経験論が主流であった。
啓蒙主義は科学者の理神論的あるいは無神論的傾向を深めさせた。イギリスにおいては自然神学が流行したが、これは自然科学的な方法において聖書に基づくキリスト教神学を再評価しようという考え方である。この神学は神の計画は合理的であるという意味で既存の聖書的神学とは異なり、啓蒙主義的なものである。自然神学の具体例としてはイギリスのバーネットをあげることができる。バーネットは聖書にある（ノアの方舟物語における）「大洪水」を自然科学的な法則によって起こったものであると考え、デカルトの地質学説に基づいて熱心に研究した。また啓蒙主義の時代には聖書を聖典としてではなく歴史的資料としての文献として研究することもおこなわれた。キリスト教的な歴史的地球観とは異なった定常的地球観が主張され、自然神学などでも支持された。
啓蒙主義は進歩主義的であると同時に回帰的である。これは啓蒙主義の理性絶対主義に起因する。理性主義はあらゆる領域での理性の拡大を促し、さまざまな科学的発見により合理的な進歩が裏付けられていると考えられた。しかし自然人と文明人に等しく理性を措定することは、文明の進歩からはなれて自然に回帰するような思想傾向をも生み出した。この時代の思想にローマやギリシャの古典時代を重視するルネサンス的傾向が見られることも、このような回帰的傾向のあらわれである。また時間的な一時代の生活形態が空間的などこかに存在しうるというようなことを漠然と仮定する考え方も指摘できる。具体的な例を挙げれば、地理上の発見により明らかにされたアメリカ先住民を未開的段階にあるとし、ヨーロッパ的文明社会の前史的な原始状態であるとする考え方である。それがユートピア的幻想を伴って原始社会や古典古代を美化する思想をはぐくんだ。とはいえ全体としてみれば思想の主流は進歩主義的であったといえる。
政治思想としては自然法論が発達し、とくに社会契約説が流行した。また理性の普遍性や不変性は人間の平等の根拠とされ、平等主義の主張となって現れた。一般的に性善説的傾向が強く、この時代の自然法はほぼ理性法と同義である。理性を信頼する傾向は往々にして実践理性（すなわち良心）の絶対化に進み、政治思想において急進的な傾向を生むこととなった。しかし自然状態に対する分析的研究や認識論の深化によって実践理性の共通性・絶対性は次第に疑われ始めることになる。経験法則の認知主体としての純粋理性と道徳法則の実践主体である実践理性との分裂傾向は徐々に大きな問題となり、啓蒙思想の存立基盤を揺るがすこととなった。

### 啓蒙思想の舞台
これらの啓蒙思想が展開されたのは、絶対王政の貴族たちが主催する個人的な社交場であるサロンであったり、アカデミーや科学協会といったような新しいタイプの知的専門機関であった。旧来の神学的な大学と啓蒙思想は対立関係にあることも多かったが、啓蒙思想を積極的に取り入れる新しい種類の大学も各地に登場した。旧来の大学でも従来もっとも権威があった神学部を学問的中心から外し、新しいカリキュラムを導入することがおこなわれるようになった。

## 歴史

### イギリス
17世紀後半にトマス・ホッブズやジョン・ロックが展開した経験論的な認識論や道徳哲学、理性・自然法・社会契約的な政治思想が、イギリス及び西欧における啓蒙思想・啓蒙時代の幕開けとなる。ちなみにロックは、『市民政府二論』を著しており、その中に「人はみんな平等です。国民は人の権利を守らない政府を変更しても良いのです。」と記してある。

#### スコットランド
スコットランドにおける啓蒙思想は、ジョン・ロックの思想を第3代シャフツベリ伯爵経由で継承したフランシス・ハッチソンに始まる。彼の道徳哲学は、イギリス経験論の最後に列せられるデイヴィッド・ヒュームや、古典派経済学の祖であるアダム・スミスにも影響を与える（道徳感覚学派（モラルセンス学派））。
また、ヒュームの懐疑論に対抗する形でスコットランド常識学派（コモンセンス学派）という一派も形成され、啓蒙思想の一翼を担った。

### フランス
18世紀にイギリスから伝播して始まったフランスの啓蒙思想は、イギリスより旧弊批判が激しい過激なものとなって発展・普及し、フランスを啓蒙思想の中心地へと押し上げることになった。そして、やがて起こることになるフランス革命やその後の共和主義的近代化改革の思想的基盤ともなった。
主な啓蒙思想家は以下の通り。
- シャルル・ド・モンテスキュー
- ジャン＝ジャック・ルソー
- ヴォルテール
- ドゥニ・ディドロ
- エティエンヌ・ボノ・ドゥ・コンディヤック
- ニコラ・ド・コンドルセ

### ドイツ
ドイツの啓蒙思想は、クリスティアン・ヴォルフ等によって整備され、イマヌエル・カント等によって発展された他、ゴットホルト・エフライム・レッシングのような人物も加わりつつ形成された。

## 説明

### 政治思想

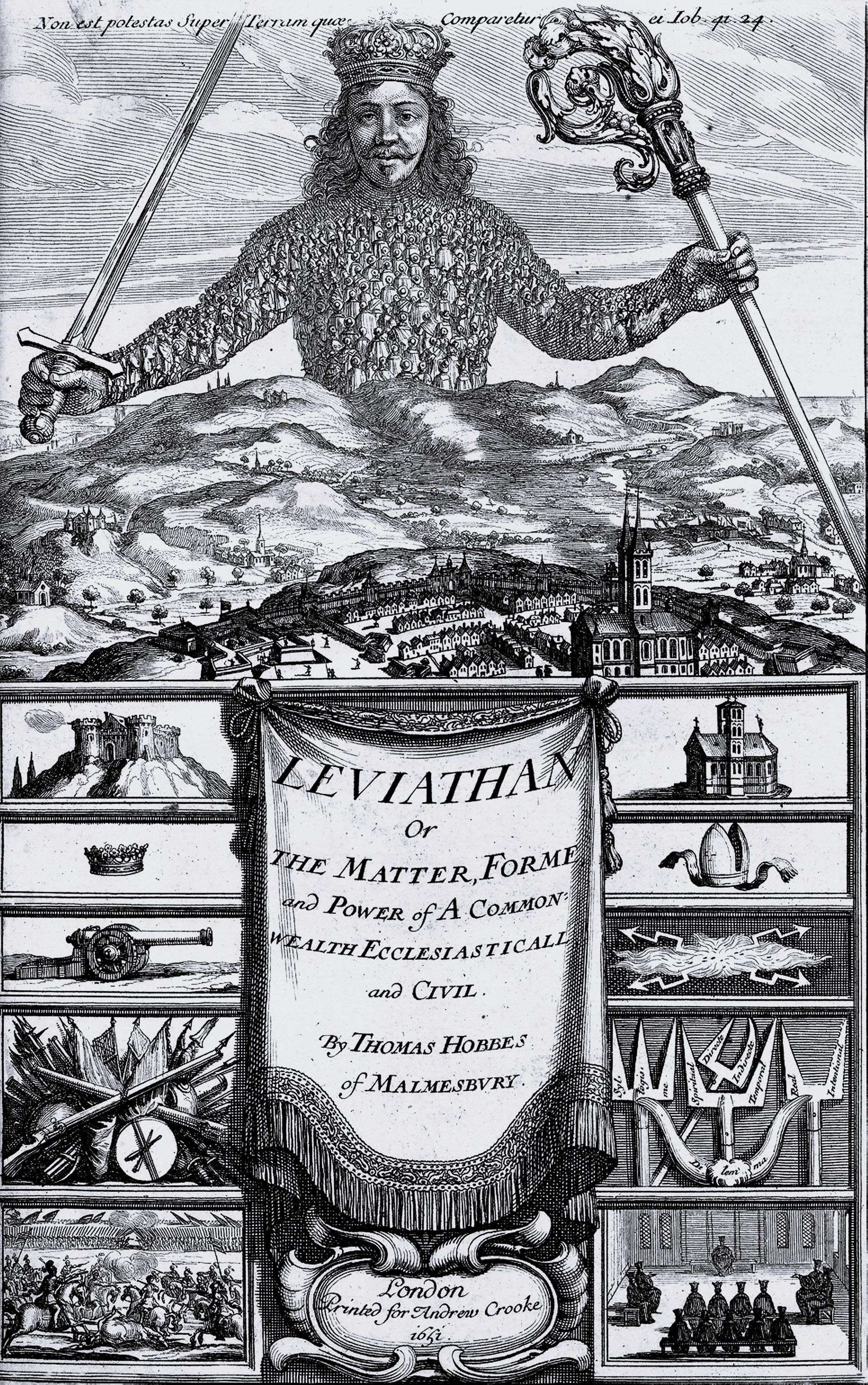
人工の怪物としてあらわされた国家、リヴァイアサン口絵

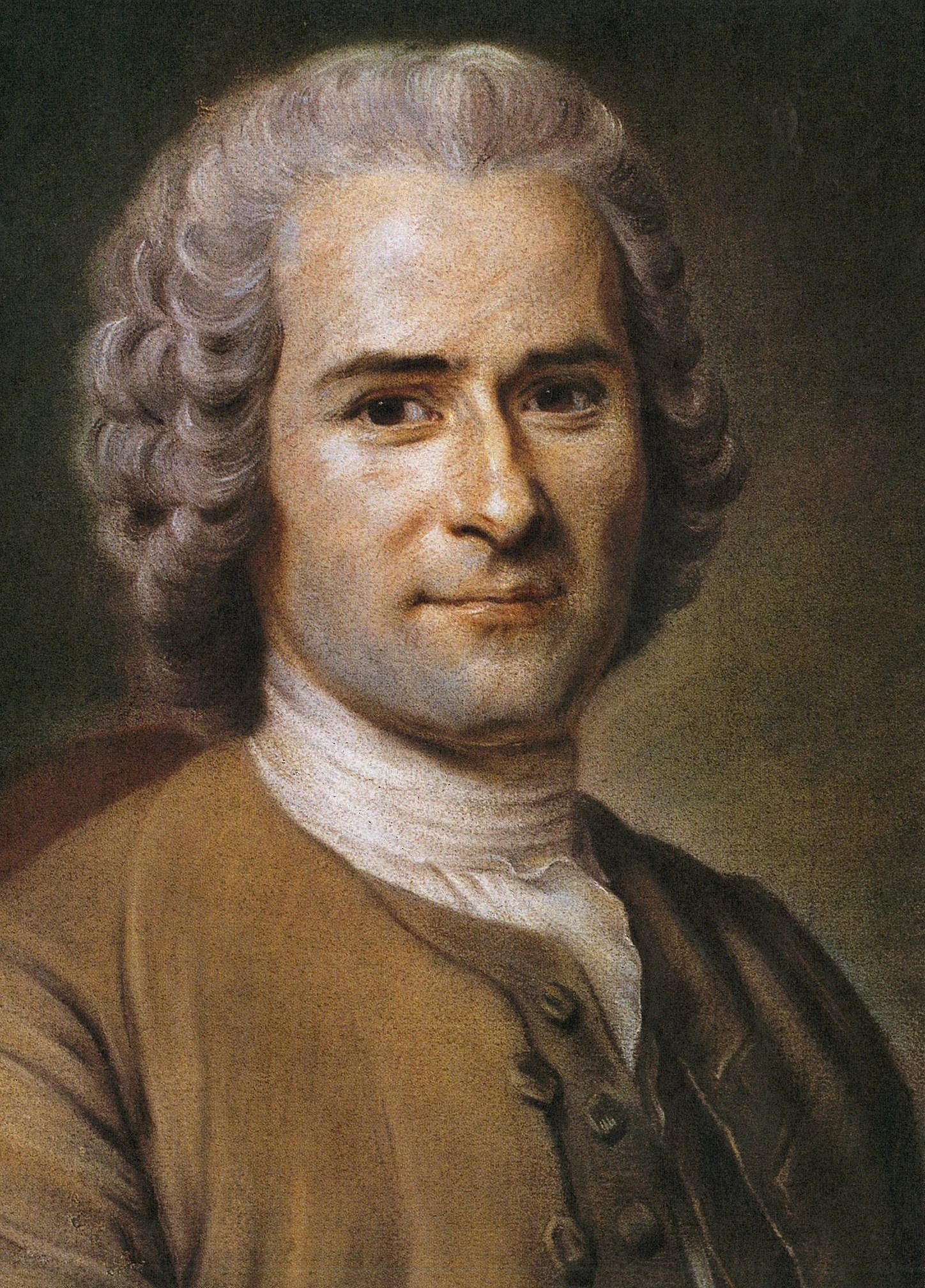
フランス革命を思想的に準備したルソー

啓蒙主義的な政治哲学は、まずトマス・ホッブズによって体系的にまとめられた。ホッブズは国家理論を形成するに当たって、既存国家をモデルとせず、理念型としての契約国家を想定した。これはまず、現実の人間観察から文明社会以前の原始状態にある人間社会を想定し、それを自然状態とした。さらにこの自然状態と現実的な国家社会の間に一種の飛躍を想定し、それが何らかの契約であるとした。この契約によって規定される人工的な国家の理念型がすなわちホッブズのいう人工生物「リヴァイアサン」である。この人工国家の特徴は主権という形で国家意志をもつことであり、主権は構成員たる国民や宗教、政策など国家に付随するあらゆることを服従させると説かれた。このような原理的な国家モデルを提供し、その契機になんらかの契約を重視する考え方を含んでいるのが啓蒙主義の国家論の特徴である。
ホッブズの理論を批判的に発展させたのがジョン・ロックである。ロックは1689年にTwo Treatises of Government『市民政府二論』（あるいは『統治論』）を発表し、ホッブズにあってなお不十分であった主権の分析を徹底した。すなわちホッブズにおいては主権は国家の構成員たる国民の契約で形成されているのにもかかわらず、国民と直接の関係性をもたない第三者的存在であった。これでは国民は契約によって成立した主権に対してはどこまでも従順でいなければならない。しかしロックはこの主権を国民の代表が参加する立法機関によって規定されるものとした。すなわち立法権が主権である。そしてこの立法機関は人民の信託により成立し、決定は多数決によるとされた。同時に主権が国民の意思に反する場合は抵抗権を行使することができると説いた。また清教徒革命の宗教性を批判して宗教的寛容を主張したロックは、国家論においてもその立場を主張している。
こののちジャン＝ジャック・ルソーによって啓蒙主義的な国家論が大成される。ルソーは『社会契約説』において、ロックよりも分析をすすめ、国民と政府を機構的に分離させ、主権を国民に設定した。そのためルソーにおいては主権に対する抵抗権は存在しない。政府は主権を保持していないので、国民はよりラディカルな姿勢で政府転覆をはかることが可能である。またルソーの理論に特徴的なことは、ロックにおいて見られた永続的な立法機関が存在しない。立法は人格を備えた立法者によっておこなわれるとされ、このような人格的な立法はライフ・サイクルを伴う。つまり政治的存在である国家は必ず堕落すると考えられていたのである。このようなルソーの理論の特徴はフランス革命を理論的に準備したといえる。
さてこのような主権概念に大きく依存した国家観は、ルソーの思想がフランス革命を準備したにせよ、啓蒙思想の時代でさえすでに時代遅れのものと考えられていた。ヴォルテールは社会契約説を歴史的事実として認めていないし、彼は政治的な平等主義を認めていない。ヒュームは国家形成の契機としての社会契約を完全に否定して、個人に社会性を調達するものは共感であり、実践の世界ではあらゆる物事は慣習的な、したがって社会的な基盤をもつと考えた。
また国家理性としての主権概念も絶対的な地位から転落していく。マイネッケが指摘しているように、国家理性の利己主義を法や道徳の要求と一致させようという啓蒙主義の試みは基本的に不毛であった。啓蒙主義的政治思想が明らかにした国家理性と国民の道徳意識との乖離は啓蒙主義的な国家観の限界を示し、現実的にはフランス革命の進展に伴って保守主義の立場から深刻な批判が加えられることになる。日本の憲法論や天皇機関説にも大きな影響を残した19世紀の国家学者イェリネックは『一般国家学』のなかで主権概念を国家権力それ自体ではなく、その一部としている。

### 倫理思想

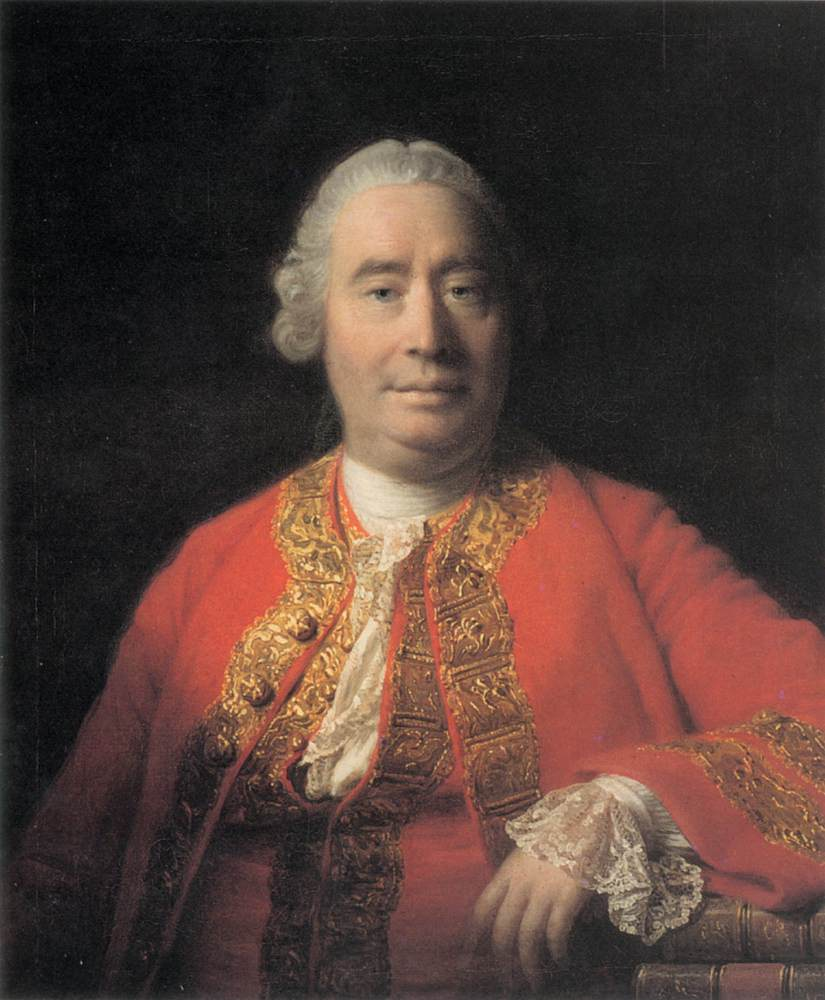
啓蒙主義の倫理思想に激しい批判を加えたヒューム

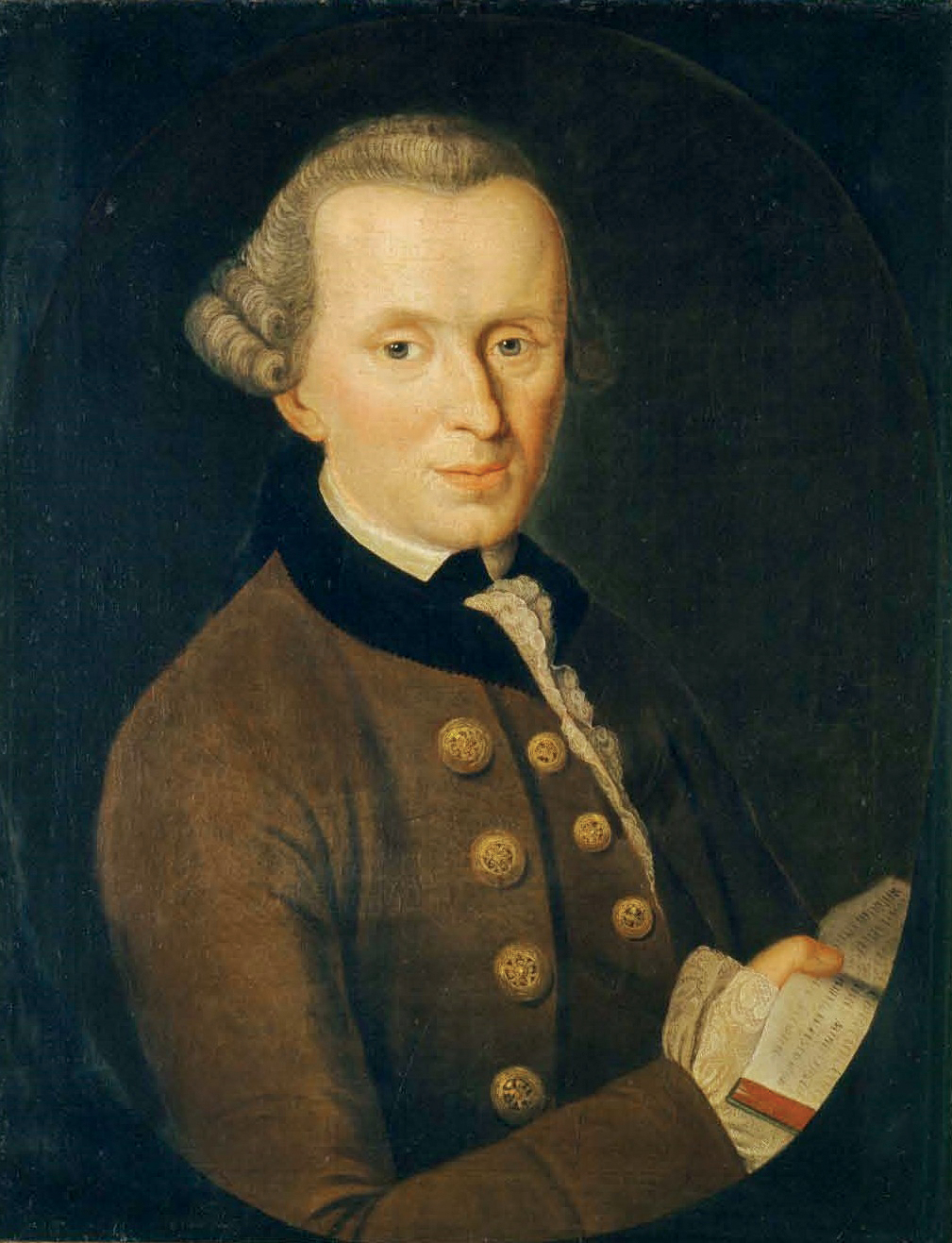
倫理思想から啓蒙主義を追放したカント

ロックが『人間悟性論』によって観念の生得性を否定したことは倫理思想においても大きな影響を及ぼした。ロックにおいては倫理学的本質が実在的性質を持ち、経験的に把握されると説かれた。これは純粋理性と実践理性による推理を同質なものと見なす素朴な考え方に基づいており、理性レベルにおける良心の共有というような曖昧な証明にとどまっている限り、認識論の深化によって糾弾されるべきであった。
実際啓蒙主義が純粋理性的認識と実践理性的認識を等価値にしていたことは、倫理的な問題をしばしば機械論的人間論に還元してしまったり、社会による人間疎外の問題にしてしまった。純粋に道徳的価値が議論されることは稀であった。モーペルテュイは『道徳哲学試論』のなかで快と不快によって量的にあるいは幾何学的に道徳的価値が判断可能であるとした。またヴォルテールはしばしばパスカルの懐疑論を批判したが、積極的な倫理思想を展開することが出来ず、現実肯定的に「寛容」を主張するにとどまった。パスカルに比べると啓蒙主義の倫理思想は概して表層的であった。
ヒュームは『人性論』においてロックの経験論的立場を徹底させ、あらゆる観念の理性による基礎付けを否定した。実在的本質と理性的推理の間に連関はなく、あるのはただ原因と結果のみであり、一般に理性により普遍で不変とされていたその推理過程は、一種の蓋然的な法則にすぎない。すなわち純粋理性の否定である。またヒュームによって実践理性の領域である道徳を純粋理性の真偽と同じように判断することは不可能であるとされ、それらは行為や事物の実践的把握に必然的にともなう印象によるとされた。この印象は共感というかたちで一定の社会あるいは人々の間に共有されているものであり、社会的基盤を持つ。この共感が社会的基盤をもつということは、道徳的価値判断が純粋理性によるものではないことを示しており、ヒュームは純粋理性と実践理性を分離するとともに、啓蒙主義的立場による道徳の把握に根元的な批判を加えた。
ヒュームの重要な指摘を継承し、啓蒙主義以後の倫理思想を支えたのはベンサムら功利主義とカントに始まるドイツ観念論である。
ベンサムはヒュームの指摘を受けて、道徳的原則が社会基盤を持つという立場をより深化させ、社会的基盤から生じる人間の根本的な要素として快楽と苦痛を設定した。『道徳および立法の諸原理』のなかで快楽と苦痛を数学的に計算することで、道徳的問題は解決可能であるとした。この著作が立法的な問題にも触れているということが示すように、ベンサムはこれらの道徳原則はそのまま社会の立法原則にも適用可能であるとした。
ベンサムの理論を批判的に発展させ、ある意味ヒューム的立場に回帰させたのはジョン・スチュアート・ミルである。ミルはベンサムの快楽と苦痛による単純な理論を批判して、勇気や誠実といったような質的な評価も考慮すべきと述べた。また道徳的制裁としてベンサムが法律による規制などの外部的制裁を重視したのに対し、ミルはヒューム的で内面的な良心を設定し、外部的制裁以上に重要なものであると述べた。
功利主義は経験論的な伝統に立っており、先験的な超越論道徳論には批判的でその意味においてイギリス経験論の正統な後継者であった。また方法論的には心象を重視する心理学的立場をとった。
イマヌエル・カントはヒュームによって打ち立てられた純粋理性と実践理性の分析的立場を継承し徹底した。彼はヒュームに従って純粋理性を否定した。すなわち『純粋理性批判』によって純粋理性の外界である物自体を想定し、それを経験則から分離した。一方で実践理性には物自体や経験則とは別個に実践主義的な原理を想定し、それを格率と名付けた。この格率は個別的に個人に存在するものであるが、同時に何らか普遍的な道徳法則との同一性を目指すものと規定した。カントは普遍的な道徳法則とは、ある行為に対して無条件的に「こうしろ」と命令する定言的命令にあるとした。普遍的な道徳法則の行為主体は目的自体として物自体と同じように個人の実践理性（すなわち格率）の外側に設定した。カント以前の道徳哲学は理性主義を取るにせよ、必ず個人の内面に道徳的原則を設定していたが、カントによって目的自体（定言的命令として表現される）と格率という形で分離が果たされ、同時に不可知論的立場が設定されたため、啓蒙主義的理性主義は道徳哲学からも追放されるに至った。

### 歴史研究

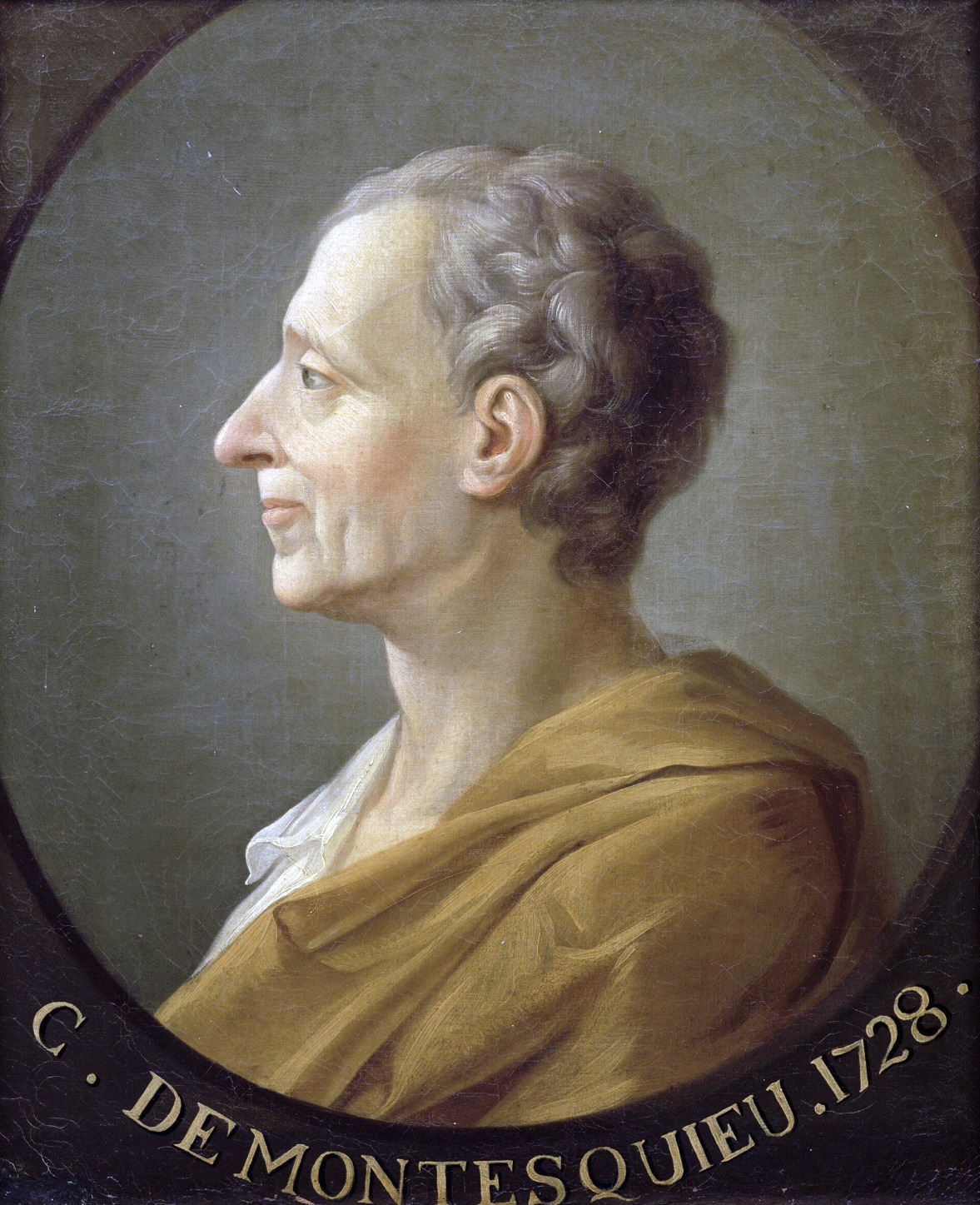
歴史研究を政治理論に活用したモンテスキュー

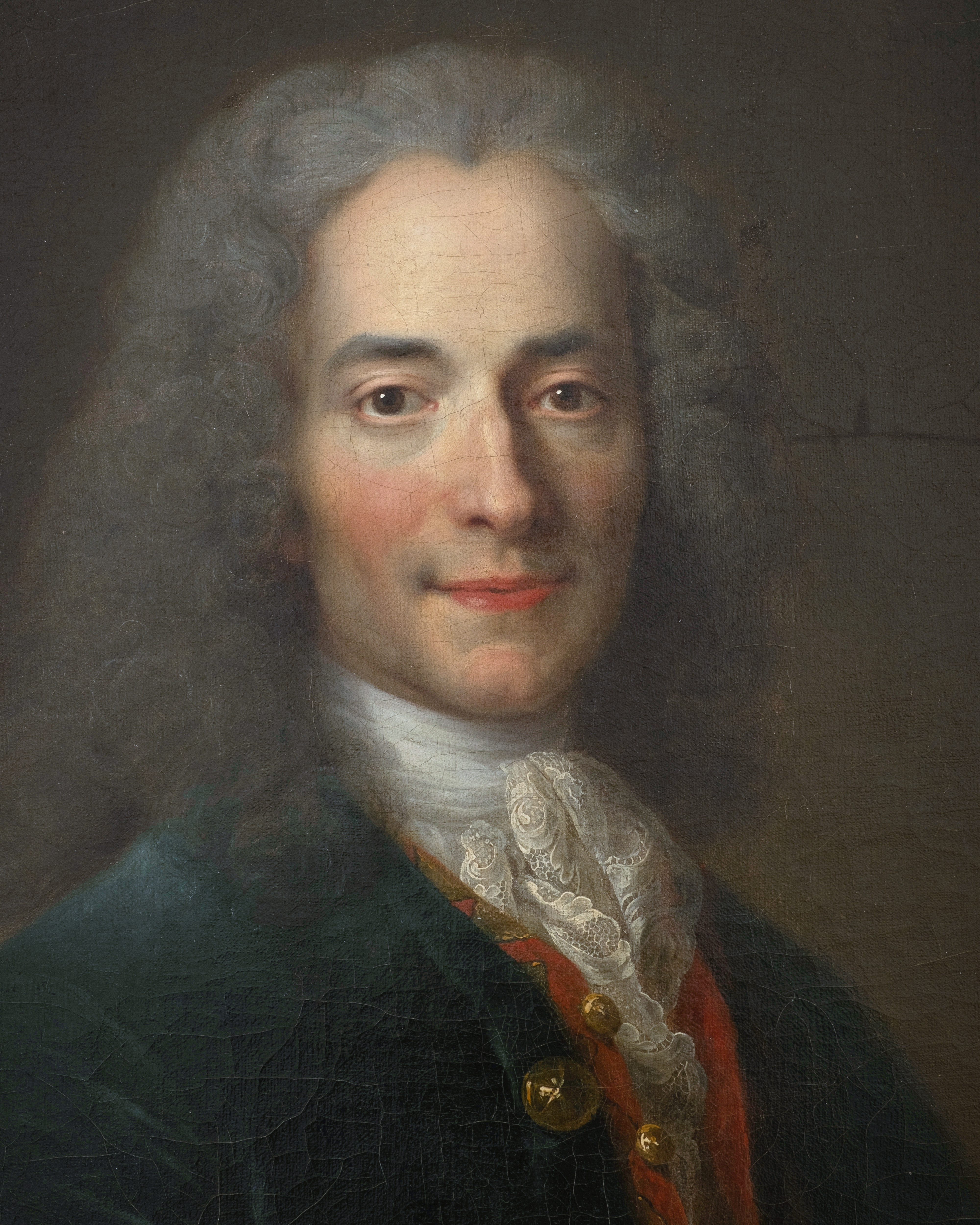
歴史に根本法則を見つけようとしたヴォルテール

18世紀が「非歴史的」な世紀であったというロマン主義の主張は正しいものではない。啓蒙思想は諸国家の歴史を等価値にある種の法則性のなかに還元しようとしたが、それは啓蒙主義の「非歴史」性の証明にはならない。なによりギリシャ・ローマの古典古代に対するこの時代の関心の高さは逆に啓蒙主義の「歴史性」を裏付けている。（詳細は啓蒙主義の歴史記述を参照）
歴史学において啓蒙主義的転回を実現したのはフランスのベールである。彼は『歴史批評辞典』を著し、事実的なものをそれ自体として愛好する立場を示した。このことは中世的な神学的歴史観が神の意思や客観事実から個々の具体的事実へと考察を始めていたのに対し、具体的事実をそれ自体として尊重する立場を示した。
モンテスキューはベールの立場から一歩進めて、歴史的事象から理念型を取り出し、その現実的な社会科学への応用を実践した。『法の精神』における政体論は歴史的に存在する政体を構造的に分析して構築された理念型に基づいている。これらの概念は歴史的政体の共通性を抜き出して一般化した抽象概念ではなく、歴史の研究を通じて得られたそれらの本質である。これらの政体概念は普遍性を備えており、現実社会の評価に適用可能であるとされた。しかしモンテスキューは同時に、このような理性の産物である政体概念をつねに現実の社会状況にさらして批判的に見ることを決して忘れなかった。彼独自の「中庸」な視点はモンテスキューがいまだ啓蒙主義的に徹底されていないことをあらわすとともに、彼の学問的価値が啓蒙主義を超えていたことを示している。
ヴォルテールは歴史研究に自然科学的手法をより厳密に適用しようとした。彼は『風俗試論』のなかで、個々の歴史的事件から帰納的に導かれるなんらかの根本原則を想定し、それを把握することに努めた。このことは表面上従来の神学的歴史観への接近を示しているように思われるが、神学的歴史観が目的因の実現過程として歴史を示したのに対し、彼はそのようなものに代わる何らかの心理学的原因を求めようとしたと思われる。彼は神学的歴史観の代表であるボシュエの『世界史論』を激賞しつつ、歴史的事件に神学的な意味づけをしていることが誤りだとして「絶えず純金に贋の宝石を嵌め込んでいる」と批判した。『ローマ帝国衰亡史』を著したギボンもヴォルテールの影響を受けている。
ヒュームはヴォルテールに見られた蒙主義的傾向を、自身の理性批判的精神によって批判した。ヒュームは歴史的世界の根本原則のようなものを否定した。
ドイツのヘルダーは抽象的な歴史原則を最終的に否定し、啓蒙主義的な歴史観に終止符を打った。彼はライプニッツのモナド論に影響されて、個々の歴史的事実を球になぞらえ、球が重心を持つように、個々の歴史的事実も核心を持つと説いた。

### 経済思想

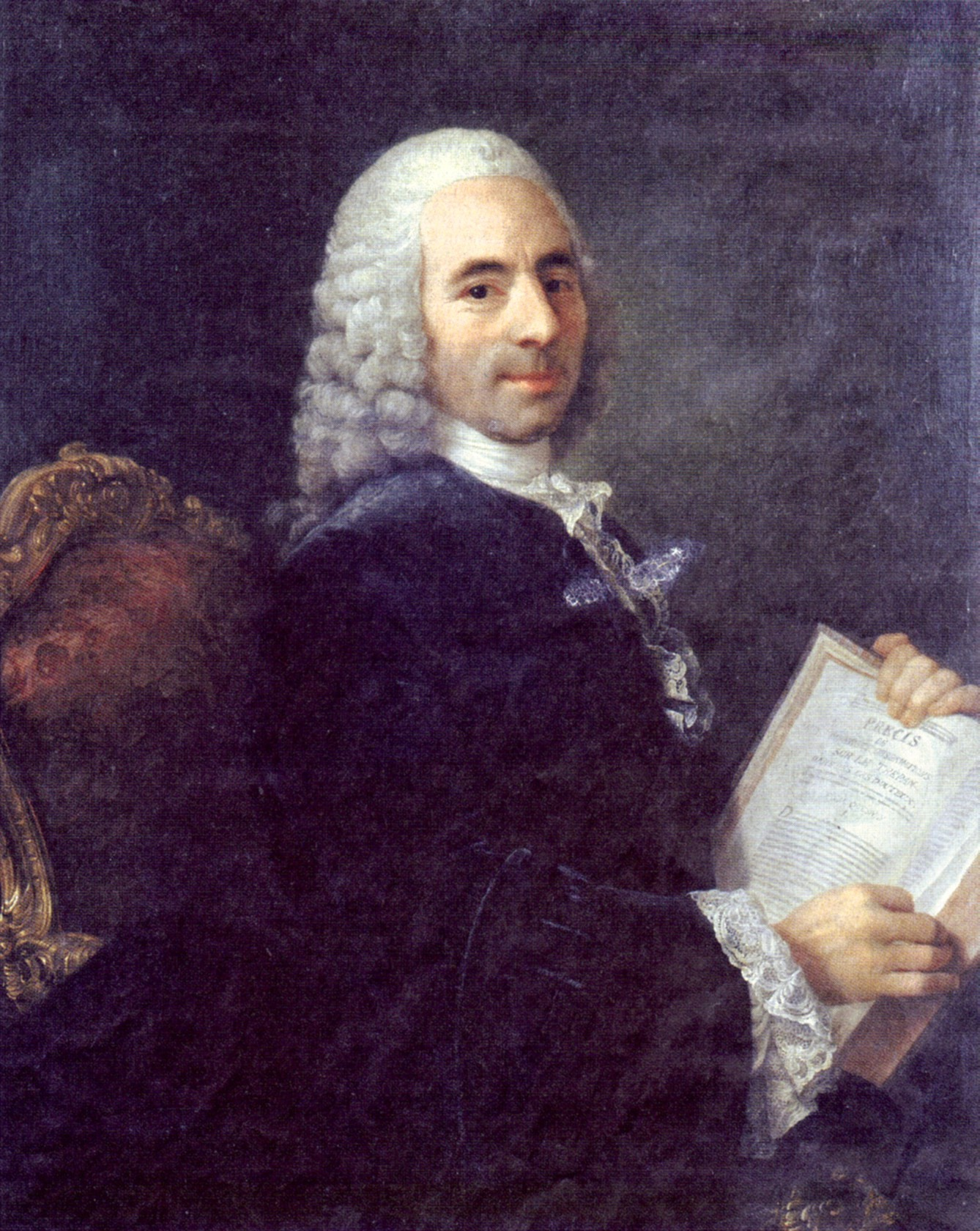
富の増産が生産により行われると述べたケネー

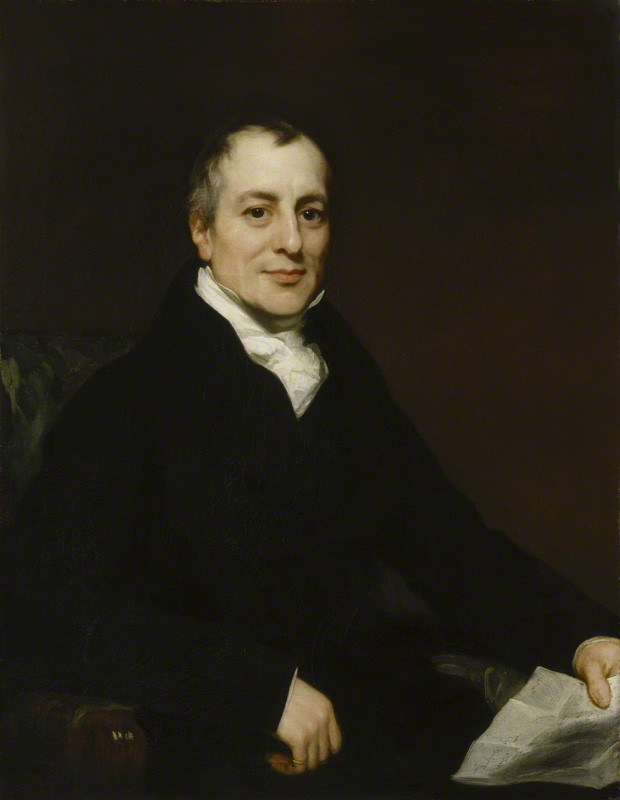
経済学を独立させたリカード

啓蒙主義の具体的成果で最大のものの一つである百科全書派による百科事典『百科全書』が、「科学と技術と技法の理性的な辞書」と自己を定義づけていることは、産業的なもの、経済的なものに対する啓蒙主義の関心の高さを物語っている。理性の性善説に基づく功利主義的な人間観は経済思想において大きな進歩をもたらした。
フランスのケネーは経済活動の考察に理性主義的な根本法則を設定した。彼は『経済表』において、財貨の再生産過程を図式化し、富は商業によって得られるという伝統的な重商主義的立場を批判して、富は生産により本当の意味で増産されることを示した。彼のいう生産は農業を念頭においており、その意味で重農主義と呼ばれる。重農主義という名称はデュポンの著作『重農主義』に基づいている。
ケネーのいう富が概念として公共的な利益をいうのではなく、個人的な富としての私的な利益にあることはいうまでもない。ケネーは私的な利益の増産を約束したが、それは公的な利益につながるのであろうか。同時代の思想家であるエルヴェシウスは彼の政治理論のなかで漠然と公共の利益と私的利益が立法機関によって調整されなければならないとしたが、この問題は政治理論の問題にとどまらず、経済理論もこれに立ち向かわなければならない運命にあることは明白であった。
アダム・スミスは『諸国民の富』のなかでケネーの理論に基づくような経済世界をそれ自体で完結させ、このような社会には「神の見えざる手」というような予定調和的性格を設定した。この社会の運営主体としての統治（すなわち政府）を設定した。スミスにおいては政府は財貨を生み出す経済主体とは扱われず、このような政府の公共性を支える思想としてはヒューム的な共感が考えられている。またスミスは産業革命以前の時代に生きていたにもかかわらず、工業化がもたらす分業とその合理性を指摘している。
スミスを継承したリカードは『経済学および課税の原理』を著し、スミスの理論を発展させ、最終的に公権力が排除された経済社会を設定し、公権力と経済社会を二元的に分離したことにより、経済社会の法則性に立脚した古典経済学を確立した。また生産物の価値が希少性とそれに費やされた労働によるとし、労働価値を根拠づけた。
このような古典経済学は生産の要素として、土地と資本、労働を措定し、それぞれ地主、資本家、労働者という階級を設定していくことになる。ここでは啓蒙思想において顕著であった平等主義はもはや完全に消滅し、万人に平等な事実として階級制度の必然性を提示した。

### 解放思想

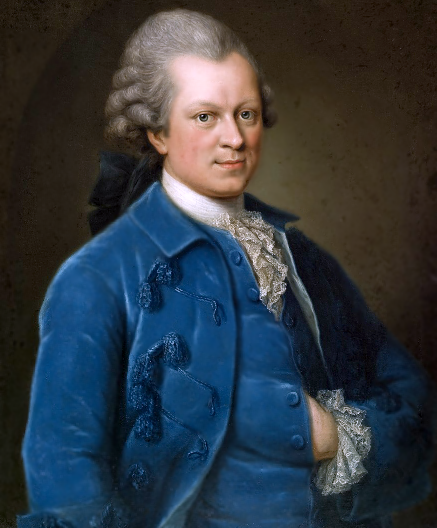
ゴットホルト・レッシング

啓蒙思想の理性主義は人種問題や人間の未開状態に対する問題といったような差別的な問題を育んだ一方、平等主義的な解放思想を生んだ。
レッシングは戯曲『賢者ナータン』において、ユダヤ人のナータンを主人公としてその美徳を強調し、偏見からの脱却を説いた。レッシングと親交のあったユダヤ人の哲学者メンデルスゾーンはユダヤ教とキリスト教の信仰の違いが人間的価値に差異をもたらすものではないとしてユダヤ人の法的解放を訴える一方、閉鎖的なユダヤ教の側にも改革の必要性を感じ、ユダヤ教内部での啓蒙活動である「ハスカラー」を展開した。
フランス革命においては1791年、ユダヤ人に即時無条件で市民権が認められ、その法的解放がおこなわれた。しかし、のちにナポレオンによりユダヤ人の権利は制限されている。
このことに関連して宗教あるいは道徳における解放思想としてはヴォルフの演説「シナ人の実践的哲学について」をあげることができる。当時の中国人の道徳を理性主義的な立場から十分倫理的価値が認められるものとし、キリスト教思想なくしても倫理思想を成立させることは可能だとした。この講演は当時の敬虔的な神学者から激しく非難され、彼はハレ大学の教職を辞さねばならなかった。
しかし同じく啓蒙主義に立脚するカントの『単なる理性の限界内の宗教』においてはやや異なった見解が述べられている。彼は内面的な「見えざる教会」こそが真に道徳的価値のある宗教であり、外面的な律法を重視するユダヤ教は「見える教会」であるとして道徳的価値において劣っているとした。彼においては啓蒙主義的な道徳はキリスト教的な道徳と同質なものであった。
イギリスのウィルストンクラフトは『女性の権利の擁護』を著した。彼女はこの著作の中で教育制度の改革によって女性の地位向上が図られるべきだと述べた。フランスの劇作家グージュはフランス人権宣言が男性の権利のみを擁護したにすぎないとして批判した。
黒人奴隷の問題も啓蒙思想の批判に晒された。ウィルストンクラフトやグージュは黒人奴隷と女性問題を関連のあるものとして扱っているし、ヨーロッパやアメリカでも反奴隷制協会といったような組織がつくられた。とはいえ、黒人奴隷問題や女性解放運動は啓蒙思想において主流を占めることはなかった。

## 啓蒙思想の展開
啓蒙思想は17世紀イギリスではじまった。

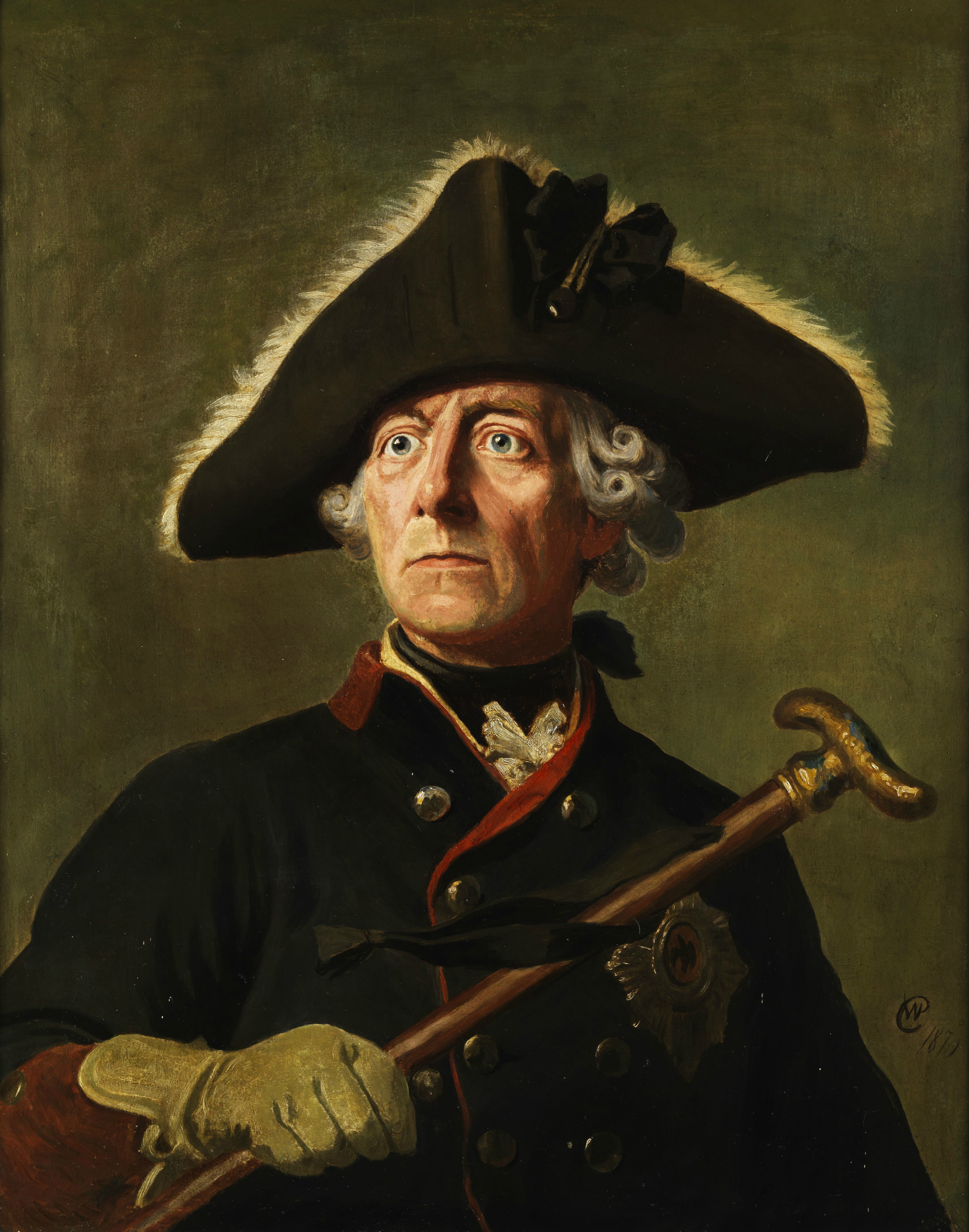
フリードリヒ2世
啓蒙専制君主の典型とされ、ヴォルテールとも文通で交流した。

ヴォルテールの「哲学書簡」やモンテスキューの「法の精神」により、啓蒙主義の考え方はフランスに渡り、後にフランスの絶対王政を批判するのに用いられた。ハプスブルク家のマリア・テレジア女帝、プロイセン王国のフリードリヒ大王、ロシア帝国女帝エカチェリーナ2世などが実践している。
18世紀に入り、当時フランスやイギリスに比べ遅れをとっていたドイツにおいてもこの考えを普及し、トマジウス、メンデルスゾーンやヴォルフやゴットシェートらを輩出。
ヴォルフは理性と啓示（神の教え）に矛盾がないことを説き、人々に人間としての理性でもって見る考え方を主張。ゴットシェートは、この影響を受け、ヴォルフのように啓示と理性を並存させるのではなく、啓示の内容は理性へと還元され、理性によって解明されうると考えた。
啓蒙思想に触発されたカントも「責任ある自己」の必要性と根拠付けを行った。カントによれば、Aufklärungとは「人間が自分自身に責任を持ち、未成年の状態から抜け出ることである。」そして、他人に依存することなく自身の悟性を使用する決断と勇気を身につけ、最後に「知ることを敢えてせよ！自己自身の悟性を使用する勇気を持て！」という標語に帰結されるとしている（カント"Was ist Aufklärung?"『啓蒙とは何か？』より）。この標語には、まず個人が自分自身の知性の行使に勇気をもつようになって初めて社会が改良され得るとの考えが背景にある。近隣諸国に経済的・文化的に遅れをとっていたドイツにおいて、啓蒙思想はより強く表現されたのである。一方で啓蒙思想は、国家・社会・宗教などあらゆるものに対して理性一辺倒主義で、数学的で平板的な合理主義的なのが特徴であった。
この考えは普及すると、やがて「理性ならざるもの」、すなわち感情や信仰あるいは生命的エネルギー（生そのもの）のような理性の枠に収まらないものへの説明に対しては、不十分なものであるということが露呈してきた（いわゆる生の哲学のはしりとも解せる）。この流れは反啓蒙思想の流れを生み出し、カントの友人であったドイツの詩人ハーマンなどに厳しく批判されたほか、ゲーテ・シラーなどの古典時代を規範とした、古典主義文学などに展開されていった。また、啓蒙思想に触発されたカントも、やがて批判哲学における著作（『純粋理性批判』など）でやがて理性の限界を論ずるようになり、啓蒙思想の超克を計った。しかし、この「自らの悟性を使用する決断と勇気」のあり方は、カント以降にドイツ観念論などの19世紀のドイツ哲学の課題であったともいえる。
このヨーロッパでおこった啓蒙思想は、その後の世界各国で普及した。また、近代教育学の成立にも影響を与えるなど、多大な影響を与えた。